# Sam Bawlf
Pour les articles homonymes, voir Bawlf.
Robert Samuel Bawlf (7 juin 1944-20 août 2016) est un homme politique canadien de la Colombie-Britannique. Il est député provincial créditiste de la circonscription britanno-colombienne de Victoria de 1972 à 1975.
Il est ministre de la Récréation et de la Conservation et ensuite ministre de la Dérèglementation dans le cabinet du premier ministre Bill Bennett.

## Biographique
Né à Winnipeg au Manitoba, Bawlf devient le plus jeune conseiller municipal de la ville de Victoria.
En politique provinciale et en tant que ministre de la Conservateur, Bawlf contribue à la mise en oeuvre du Heritage Conservation Act.
Il est l'auteur du livre The Secret Journey of Sir Francis Drake qui est publié en 2003 et vendu à 20 000 exemplaires. Dans cette publication, Bawlf remettait le en question le fait que James Cook soit le premier européen a visiter les côtes de la Colombie-Britannique et accostant dans la baie de Nootka en 1778.
Bawlf meurt du cancer sur l'île Saltspring des îles Gulf en août 2016 à l'âge de 72 ans.